# Урочище Святое
Урочище Святое (укр. Урочище Святе) — заповедное урочище местного значения, расположенное на территории Новозаводского района Чернигова. Площадь — 44, 48 га. Ранее урочище именовалось Пролетарский гай.

## История
8 сентября 1958 года Пролетарский гай получил статус заповедное урочище согласно Решению Черниговского облисполкома № 861 с целью сохранения лесопарка — остатка придеснянских пралесов; также заповедное урочище упоминалось в последующих в решениях от 24.04.1964 года № 236; от 10.06.1972 года № 303; от 27.12.1984 года № 454; от 28.08.1989 года № 165. В 1991 году урочищу было возвращено историческое название Святое.
Создан с целью сохранения, охраны и использования в эстетических, воспитательных, природоохранных, научных и оздоровительных целей наиболее ценных экземпляров природы. На территории памятника природы запрещены любая хозяйственная деятельность и в том числе ведущая к повреждению природных комплексов. Установлены информационные щиты-указатели.

## Описание
Парк расположен в пойме Десны (правый берег) на территории лесного урочища, западнее проспекта Мира и ограничен жилой застройкой (частный сектор) Пролетарский гай (лес), представленный 4 садовыми товариществами (с запада на востокː Труд, Энергетик, Ласточка, Восход). На юго-западе урочища находится озеро Святое. Южнее примыкает пионерский лагерь, а южнее расположено Монастырское озеро. 
Абсолютные высоты колеблются в пределах 108-137 м над уровнем моря: наинизшая точка — урез котловины озера Святое 108 м над у.м., наивысшая точка — восточная периферийная часть 137 м над уровнем моря, средняя высота бо́льшей части урочища — 112-130 м над уровнем моря.
В границах урочища расположены два памятника природы: Вековые дубы и Многовековой дуб. На возвышенной части урочища расположен памятник археологии местного значения Поселение «Святое» с охранным №5000.
Транспорт: автобус марш. 25, 25А — ост. Завод Силикат и затем пешком 100-200 м.

## Природа
Имеет один из наибольших показателей видового разнообразия среди парковых территорий города. Это объясняется сочетанием природно-экологических (преимущественно эдафических, частично орографических и гидрологических) и исторических формирований этих территорий, вниманием к центральным парковым территориям города в течение XX в. со стороны ландшафтных архитекторов и служб озеленения и благоустройства города. 
Здесь насчитывается 77 вид растений, в т.ч. 27 местных видов, из 24 семейств и 46 родов. Ассортимент парка пополнялся силами Черниговского ботанического сада, совхоза «Деснянский» и КП «Зеленбуд».
Растительность урочища представлена смешанным лесом, где доминирующими породами являются дуб, сосна, берёза. Возраст сосен достигает 70-250 лет, дубов 150-300 лет, берёз 80 лет.
|                |              |                              |                               |
| вид на урочище | озеро Святое | памятный знак месту Крещения | памятник природы Вековые дубы |